# Рыжеплечая альциппа
Рыжеплечая альциппа (лат. Fulvetta ruficapilla) — вид птиц из семейства суторовых. Ранее его считали конспецифичным с Fulvetta danisi. Выделяют два подвида.

## Распространение
Обитают в Китае. Живут в умеренных широколиственных лесах, в том числе дубовых.

## Описание
Длина тела 10,5—11 см, масса 8—10 г. У представителей номинативного подвида лоб серый, макушка тускло-бордово-рыжая.

## Биология
Питаются беспозвоночными, в том числе личинками насекомых, чешуйчатыми насекомыми, а также семенами. Информация о размножении отсутствует. Миграций не совершают.

## Охранный статус
МСОП присвоил виду охранный статус LC.